# Provincia Karabük
Provincia Karabük este o provincie a Turciei cu o suprafață de 4109 km², localizată în partea central nordică a țării.